# Fantom Opere (1925.)
Fantom Opere (eng. The Phantom of the Opera) je slavna američka crno-bijela nijema horor drama iz 1925. koju je režirao Rupert Julian, a koja govori o tajnovitom, unakaženom čovjeku koji se skriva u pariškoj operi. Fantom iz opere se smatra jednim od velikih klasika kinematografije.

## Filmska ekipa
Režija: Rupert Julian
Glume: Lon Chaney (Erik / Fantom), Mary Philbin (Christine Daae), Norman Kerry (Vicomte Raoul de Chagny), Arthur Edmund Carewe (Ledoux) i dr.

## Radnja
U Parizu se nalazi slavna opera koja je na zlu glasu jer je sagrađena iznad podruma za mučenje i jer se šire glasine da njom luta tajnoviti duh. Ipak, novi vlasnici kupe operu jer ne vjeruju u te legende. No, nakon održane predstave, mlada baletna zvijezda Carlotta dobiva prijeteće pismo od „fantoma iz opere“ koji joj zaprijeti da će joj karijera završiti katastrofalno ako nastupi u operi „Faust“ i da novu ulogu mora dobiti nepoznata Christine Daae. Na dan predstave, Carlotta se razboli i Christine zauzme njeno mjesto. U publici sjede i Raoul, Christinin ljubavnik, te njegov brat Comte Philip. Začudo, nakon predstave mu ona objavi da želi prekinuti njihovu vezu. Naime, ona je počela slušati savjete tajnovitog “fantoma iz opere” koji se je zaljubio u nju i koji joj pomaže u stvaranju karijere. Kada Carlotte nastupi u operi usprkos upozorenju, luster padne na publiku i izazove paniku. Raoul odluči prisluškivati Christine te biva svjedokom kako ona kroz tajna vrata u zrcalu uđe u podzemni labirint ispod opere te upozna fantoma, ali s maskom. On se ispostavi kao čovjek zvan Erik koji ima unakaženo lice koje prestraši Christine. On ju pušta natrag na površinu uz uvjet da sve drži tajnom, ali ona sve otkrije Raoulu. Na to ju Erik otme i zaprijeti da će ubiti Raoula i tajnog policajca Ledouxa, kojeg je zarobio u podrumu, ako mu ona ne obeća ljubav. Ona prihvati i on ju odveze u kočiji. Ipak, ona se uspije spasiti, a ljuta masa ljudi na ulici ubije Erika i baci ga u rijeku.

## Zanimljivosti
- Edward Sedgwick je režirao par scena nakon što je redatelj Rupert Julian napustio set zbog svađe s glumcima.
- Lon Chaney je dizajnirao svoju vlastitu masku za fantoma iz opere - sklopio ju je uz pomoć riblje kože, gume, jaja, selotejpa i pamuka.

## Kritike
Kritičari su većinom hvalili film. Roger Ebert je u svojoj recenziji napisao: "Uvijek je bilo pitanje je li Fantom iz opere jedan veliki film ili samo jedan veliki spektakl. Carl Sandburg, jedan od originalnih recenzenata filma, promijenio je svoje mišljenje između svoje prve recenzije u Chicago Daily News (čekao je fantomovo skidanje maske, "užasno fasciniran, oboren zbog napetosti") i druge, promijenjene, napisane mjesec dana kasnije ("Samo jedan od kurioziteta sezone"). Dodao je da Fantom nije na razini klasika Kabinet Dr. Caligarija i Pohlepe, spomenuvši dva filma na listi najboljih filmova svih vremena. Bio je u pravu s tim i mogao je dodati i najbolji nijemi horor film, Murnauov Nosferatu, čiji je izgled vampira mogao utjecati na nastup Lona Chaneya. No kao vježba u ludom senzacionalizmu, koja se bori protiv tehničkih ograničenja u svojoj nakani da oduševi, prvi od mnogih filmova o Fantomu iz opere ima sablasnu, neospornu snagu... Sama ideja Fantoma je ono što na fascinira; ideja o okrutno unakaženom čovjeku koji polako gubi razum u svojem vlastito stvorenom utočištu u podrumima i tamnicama gdje je, vjerojatno, unakažen na prvom mjestu. Njegova opsjednutost s Christine zrcali njegovu potrebu da vrati natrag jedan dio sreće od svijeta koji je pogrešno postupao s njim". Bob Bloom je napisao: "Fantom iz opere zaslužuje pripadati kolekciji bilo kojeg ozbiljnog ljubitelja horora".

## Vanjske poveznice
- Recenzije na Rottentomatoes.com  Arhivirana inačica izvorne stranice od 25. lipnja 2006. (Wayback Machine)
- Fantom Opere u internetskoj bazi filmova IMDb-a
- Cijeli film na google videu